# Anaskopora doliaris
Anaskopora doliaris är en mossdjursart som först beskrevs av Maplestone 1909.  Anaskopora doliaris ingår i släktet Anaskopora och familjen Cribrilinidae. Inga underarter finns listade i Catalogue of Life.